# John Bai Ningxian
John Bai Ningxian, chinesisch: 白宁贤, (* 20. Januar 1921; † zwischen 1997 und 2022) ist ein chinesischer, römisch-katholischer Untergrundbischof.
Bai Ningxian wurde 1921 geboren. Am 20. Juni 1951 wurde er zum Priester geweiht. Am 7. Mai 1997 weihte der Geheimbischof Joseph Tsong Huaide, Bischof von Sanyuan, ihn zum Bischof. Danach wirkte er als Weihbischof in Sanyuan.